# Romain De Loof
Romain De Loof (Eeklo, 6 de marzo de 1941) es un deportista belga que compitió en ciclismo en la modalidad de pista, especialista en la prueba de medio fondo.
Ganó cinco medallas en el Campeonato Mundial de Ciclismo en Pista entre los años 1962 y 1967.

## Medallero internacional
| Campeonato Mundial | Campeonato Mundial       | Campeonato Mundial | Campeonato Mundial |
| Año                | Lugar                    | Medalla            | Competición        |
| ------------------ | ------------------------ | ------------------ | ------------------ |
| 1962               | Milán (Italia)           | Medalla de oro     | Medio fondo (A)    |
| 1963               | Rocourt (Bélgica)        | Medalla de oro     | Medio fondo (A)    |
| 1965               | San Sebastián (España)   | Medalla de plata   | Medio fondo (P)    |
| 1966               | Fráncfort (RFA)          | Medalla de oro     | Medio fondo (P)    |
| 1967               | Ámsterdam (Países Bajos) | Medalla de plata   | Medio fondo (P)    |